# 戦国コレクション
『戦国コレクション』（せんごくコレクション、SENGOKU COLLECTION）は、コナミ提供の日本のソーシャルゲーム、およびテレビアニメ。『ドラゴンコレクション』のゲームシステムを流用した「コレクションシリーズ」の一つである。

## 概要
2010年12月21日より配信を開始したMobageソーシャルゲーム。現実とは異なる「戦国世界」を舞台に、戦国マスターたちが戦神カードを求め合戦する。2012年時期で登録者は300万人を超えている。クエストを進める事で武将カードを入手することができたり秘宝を集めることで戦神カードが入手でき、カードを合成することで強化も可能。また他のプレイヤーに合戦を挑み勝利することでも秘宝を獲得できる。
2011年4月には『Mobage Award 2011』でPlatinum Prizeを受賞している。なお戦国武将と言いつつも、幕末や海外の人物、平賀源内や松尾芭蕉などの武将以外の人物が含まれるなど、一般的な戦国武将とは少し違っている。
2010年12月にフューチャフォン対応。2011年9月にAndroid版、ios版対応。2013年4月よりiOS向けネイティブアプリ版を配信。2013年4月よりmixi版を配信（2015年5月にサービス終了）。2014年5月よりGREE版サービス開始。2016年1月にGoogle Chromeアプリ版のサービスを開始。
2019年5月30日をもってサービス終了した。

## ゲーム内容
武将カード
炎・風・水・祭・光・闇・無の7種類の属性があり、プレイヤーと同属性および祭属性のカードには5%の能力補正が入る。それ以外の属性のカードも入手したカードの種類数で補正量が上昇していく。
カードのレア度はノーマル（N）、ノーマル+（N+）、レア（R)、レア+（R+)、スーパーレア（SR)、スーパーレア+(SR+）、レジェンド（L）、レジェンド+（L+）、ゴッドレジェンド（GL）、ゴッドレジェンド+（GL+）があり、一部を除くほぼ全てのカードに通常のカードよりステータスが高いキラカードが存在する。
入手したカードは図鑑で閲覧が可能。合戦や合成で成長値が上がり100％でレベルが上がる。（レベルをMAXにすると図鑑の武将右下に極マークが表示されるようになり、極めた種類数に応じて回復薬と合成巫女が手に入る。）
ガチャ
毎日1回の無料ガチャと朝・昼・夜ガチャの合計4回のみ無料。また友情ptを200消費する事でガチャることも可能。（過去のキャンペーンでは100ptで1回回せたこともある。）
有料ガチャの場合は基本的に1回あたり300コイン。ただし新ガチャ登場時に初回のみ100コインでガチャることが出来る場合もある。
クエスト
体力を使いクエストを進めていく。途中で出現する宝物でカードや秘宝を入手できる。（秘宝は6色集めることで戦神カードと3能力ptが得られる）
1エリアあたり4～5ステージで最後のエリアをクリアした後にはボスが出現する（ボス撃破時には経験値・回復薬・落とし穴・ゼニが貰える。）。
合戦
合戦をすることで他のプレイヤーから秘宝を奪うことが出来る。相手の総防御力より自分の総攻撃力が高いと勝利できる。また相手に挑まれた場合には相手の攻撃力を自分の防御力が上回ると秘法を守ることが出来、ゼニを奪える。
合成
通常合成：カードを合成することでカードのレベルや特技レベルを上げる。
進化合成：同一の未進化カード（+が付いていないもの）を合成することで+進化させる。
強化合成：同一の進化カードを合成することで+2、+3へと強化させる。
イベント
期間限定でイベントも開催される。

## ブラウザ版
『ブラウザ乱世 戦国コレクション』は、2012年6月18日から配信のYahoo! Mobage向けブラウザゲーム。『ブラウザ三国志』の流れを汲むシミュレーションRPG。2013年9月30日でサービス終了。

### ゲーム内容（ブラウザ版）
戦国ガチャ
ガッツ又はゴールドチケットや戦神チケットを引き武将カードが入手できる。
合成
武将カードを合成させることでベースカードとなったカードをレベルアップさせたり、特技追加で強化させることができる。
内政
資源地と城下の2つの土地があり、採掘地や建物を建設しレベルアップさせることができる。
編成
武将カードのセットやレベルアップを行う。
地図
マップ上で戦い、領地獲得や兵討伐をする。
同盟
必ずどこかに加入し、同盟員と協力して同盟ポイントを稼いでいく。功名戦のようなチームごとのイベントも存在する。
クエスト
依頼を受領し達成することで報酬を受け取り進めていく。チュートリアルも兼ねており、また期間限定のクエストも存在する。

## 戦コレ絆クロス
『戦コレ絆クロス』（せんコレきずなクロス）は2013年よりサービス開始、戦国コレクションから派生のスマートフォン専用新作ソーシャルコンテンツ。7月30日より事前登録開始。2014年3月31日にサービス終了。

## テレビアニメ
テレビ東京ほかで2012年4月5日より9月27日まで放送された。
アニメとゲームのコラボ企画としてアニメ本編中に出るキーワードでゲームアイテムの入手が出来る。作品は各話で異なるキャラクターをメインとしたオムニバス形式となっており、信長と三巫女のみがほぼ全てのエピソードに出演している。またアニメBパート終了後は、信長によってゲームの宣伝とともにメインとなった戦国武将の解説が行われることもある。
テレビアニメ版の特徴として、ストーリーの流れや演出内容、舞台設定や背景の意匠などが各話のエピソード毎で特定の映画のオマージュとなっている。モチーフとなる作品は往年の名作映画やヒット映画からカルト映画まで含まれており幅広い。例えば第18話はテーマが『ダンサー・イン・ザ・ダーク』であり『チャーリングクロス街84番地』、『メアリー & マックス』がモチーフであることを担当脚本家が述べている。

### あらすじ
謎の光によって史実とは別の戦国世界から現代の世界へと現れた戦国武将たち。元の世界に帰るには武将たちが持つ秘宝を集めなければならないが、現実世界で暮らしていくうちにある者は元の時代に戻ろうと決意し、またある者は現実世界に残ることを決意する。

### 登場人物
武将名の左側は、いわゆる“二つ名”の様なもの。

#### 戦国武将
小悪魔王・織田信長
声 - 大久保瑠美
第1話のメインキャラクターにして、全話を通してのトリックスター。プライドは強いが好奇心旺盛。空から落ちてきたところを太田生一と偶然ぶつかり強引に家来にする。生一と別れた後に、三巫女に出逢い「元の世界に戻るためには他の武将から秘宝を集めることが必要」だと聞かされる。以降は秘宝を収集するために活動しており、毎回様々な武将の前に現れては、秘宝を要求するのが物語全体の流れとなっている。秀吉に振り込ませている大金で生活しているが、普段は公園でハンモックを吊るし寝起きしている。
武器は刀で、義元とその軍勢を相手にしても一歩も退かない程の実力者で、劉備の秘宝の呪いを気合で解呪したことさえある。
第19話の天下村全裸殺人事件では、（首無し）全裸死体として発見された旧家不如帰家の長女「不如帰殺子」（ほととぎす あやこ）として登場。自由奔放な面があり夜中によく出かけ川で泳いでいた。胸の刺し傷が致命傷で、首無しと認識していたのは明智だけであった。
第20話の戦国世界のシーンで光秀との確執を起こす。
泰平女君・徳川家康
声 - 花澤香菜
第2話のメインキャラクター。現実世界に現れた武将。戦国世界においては信長とは盟友と言う間柄。現実世界を彷徨していたときにテレビに映ったロザリーに憧れアイドルを目指し、Ieyasuとしてデビューする。後に戦国武将であったことを自覚するが、現実世界のトップアイドルを目指すことを決め、信長に秘宝を渡す。信長とは互いの「戦い」に対する武運を祈って別れを告げた。
第19話の天下村全裸殺人事件では、三女「不如帰待子」（ほととぎす まちこ）として登場。ここ一ヶ月はダイエットをしており事件当時は腹痛を起こしていた。
第20話の戦国世界のシーンでは信長主催の宴席に出席、その後信長から光秀に対する想いを聞く。
2度目のメインとなる第24話では、芸能活動も約1年が経ち、イエローリボン新人女優賞受賞、シングル&アルバム共にミリオンセラーでゴールドディスク賞を受賞、ドーム制覇ライブも実現、銀河ドラマ『草萌ゆる』ヒロインにも抜擢するなどアイドルの頂点に立っていた。そんな自分に悩みつつあった折、盗撮をしていた少年・谷山と出逢い彼が偶然手に入れたビデオを狙う追っ手から共に逃げることになる。ただしこれは家康主演映画『Bonjour Joie』内での出来事であり、自身は迷うことなくアイドルの道を突き進んでいる。
純愛天使・直江兼続
声 - 中原麻衣
第3話のメインキャラクターの1人。謙信と共に現実世界に来た謙信の名代。天使の翼を持ち空を飛べる。謙信の世話女房役で料理が得意など家庭的な面があるが、現実世界に来てから世界が灰色にしか見えなくなっていた。信長と対峙したが、謙信の選択に随従して自分も素直に秘宝を渡した。第20話の戦国世界のシーンでは謙信の名代として信長主催の宴席に出席していた。
聖乙女・上杉謙信
声 - 能登麻美子
第3話のメインキャラクターの1人。兼続と共に現実世界に来た武将。モデルとして活動中。戦国世界では天下統一に意欲があったが、現実世界で暮らし始めてからは平和な暮らしが楽しいと感じるようになる。生活態度はずぼらで、身の回りのことを兼続に任せっきり。酒好きで毎晩のように晩酌している。信長と遭ったときは「兼続さえ一緒にいればいい」と言ってすんなりと秘宝を渡した。第26話で好敵手である信玄と再会した。
独眼竜姫・伊達政宗
声 - 恒松あゆみ
第4話のメインキャラクター。右眼に眼帯をした隻眼の武将。愛刀は山城大掾藤原国包。現実世界で片倉組長に騙されて、何も知らずに麻薬密売の片棒を担がされ警察に捕まり刑務所で服役する。囚人番号6859号。戦国世界にいた頃は、領地の管理を家臣の小十郎に依存していたが、彼女が侮辱されると感じれば自分のこと以上に怒るなど強い信頼関係を持つ。そのため自分を騙したことよりも、家臣を捨て駒にして保身に走ったことに組長に恨みを抱くようになる。後に騒動を利用して脱獄、組長を成敗した。直後に信長と会合したが、本調子ではないことと、小十郎を探すという理由で戦いを保留した。
その後、麻薬密売・殺人未遂・銃刀法違反・無銭飲食で全国重要指名手配犯として逃亡を続けており、第15話ではお化け屋敷と噂される廃家に潜伏していた。第22話では金沢の漁師村で死亡を偽装し、再会した小十郎と一緒に逃亡する。
斬神・塚原卜伝
声 - 原紗友里
第5話のメインキャラクター。小悪魔のような角と尻尾と羽を持つ古流剣術「新当流」を開く小柄な剣士。チョコやジュースが好きで何かがあるとすぐに駄々を捏ねたりと、見た目どおりの精神年齢だが、剣の腕は一流、さらに「人を殺す方法を知るからこそ、人を殺さないようになる」という活人剣としての思想も持ち合わせている。現実世界では活人剣を教える剣道道場の先生をやっているが、モースのやらせ番組の被害に遭う。柳生石舟斎と共謀してモースを懲らしめるが、改心したモースとの関係は良好なもよう。第25、26話では水曜スペシャル風のテレビ番組に出演していた。
弟子から「菩薩の剣豪」「慈愛の剣」というフレーズがつけられたという設定があるが劇中では語られていない。
識神・平賀源内
声 - 工藤晴香
第6話のメインキャラクター。眼鏡をかけた発明家。現実世界での文明に感動し、微妙に役に立たない発明品を作って売り歩きながら未来へ行くタイムマシンを製作している。うなぎの蒲焼が好きだが高価なそれの代用としてちくわを蒲焼にしていた。
サッカーの試合を控えた少年が事故に遭ってしまい、少年を助けるために急遽過去へ行ける様に改造し危機を救うが動力のエレキテルは壊れてしまう。第26話ではかばやきの出店を出していた。
風流人・松尾芭蕉
声 - 西明日香
第7話のメインキャラクター。現実世界で旅をしている俳人。五・七・五のリズムで話すのが好きで、よく一句詠む。本人曰く「五・七・五のリズムじゃないと気持ち悪い」。掃除にかけてはちょっとうるさい。バケツを当てられた縁で寄った寂れたカフェを盛り立てていく。エピソード終盤で信長に誘われて船でいずこかへと去って行った（明確な描写はないが、この際に宝珠を奪われたと推察される）が、後に再びカフェを訪れた。
第26話では（本物の）芭蕉の彫像のもとを訪れている。
作中、右目に○の落書きをされるのは元デザインを反映したもの。
太閤娘・豊臣秀吉
声 - 名塚佳織
第8話のメインキャラクター。戦国世界においては光秀に代わって遠征軍の総大将に任命されている。お米を愛することにかけては日本一を自称する武将。姐御と呼ぶ信長からは猿子（さるこ）と呼ばれる。村に伝わる豊作祈願のヤマンバのちゃぶ台岩の上で踊ったことで米人間のいる不思議な世界に迷い込み、同じく迷い込んだ信長と行動を共にする。米人間から貰った草履から変化した烏帽子を被ると姿が変わり、不思議な世界から生還すると杓文字からお米が出るようになった。
その後儲けているらしく、定期的に信長に仕送りをしている。
第19話の天下村全裸殺人事件では、次女「不如帰鳴子」（ほととぎす めいこ）として登場。納豆好き。実は: 父違いの不義の子でそれをネタに群雲から強請られていた。
第20話の戦国世界のシーンでは信長主催の宴席に出席していた。
野心姫・北条早雲
声 - 広橋涼
第9、10話のメインキャラクター。主に伊勢新九郎を名乗る。愛称シンクちゃん。眼鏡をかけメイド服風の和装束を着た乙女武将。好戦的な性格。炎の加護を受けており、幼い頃に溶岩に堕ちた時に熱さではダメージを受けないことを知り、「呪いの燃焼」とよぶ気を炎に変える技を持つ。元々将軍に仕えたお嬢様であったが流浪の旅の末で今川家臣になり、現実の世界でも情報を集めようとしたが早くも挫折し高橋家の離れで引きこもりになる。見かねた純の母親によって八神高校に通うこととなった。影番長連合の一件の後、今川義元の下に就き修行に励む。信長との戦いの後、約束通り純の元へ帰る。
凶悪乙女・松永久秀
声 - 田中敦子
第11話のメインキャラクター。凶悪乙女と渾名されるプロの女詐欺師。大鎌を持つ。成り行きで助けたサラからカジノを潰すよう依頼され大博打をする。
第19話の天下村全裸殺人事件では、容疑者の一人である女装癖の男「群雲松夫」（むらくも まつお）として登場。ゆすりたかりの常習犯で村の鼻つまみ者で「平蜘蛛の松子」の二つ名で呼ばれる。
舞桜・前田慶次
声 - 浅野真澄
第12話のメインキャラクター。傾奇者（かぶきもの）。毎週土曜日に現れてはアメリカンバイク・松風を駆り不良を成敗するバイク乗りで、サタデーナイトライダーと呼ばれている。しかし普段は前田の名前で地味な眼鏡をかけコンビニでアルバイトをしている。なんとなくであるが松風と話が出来る。傾奇者として下着は白という拘りがある。
銀蜂・杉谷善住坊
声 - 沢城みゆき
第13話のメインキャラクター。今川義元から信長の暗殺を依頼された暗殺者。甲賀忍法で作られた特殊な銃と常人より遥かに優れた目で狙った獲物は逃さない。現実世界でも暗殺の依頼を果たそうと信長を探す。
現実世界に飛ばされてアゲハに最初に出逢い色々な生活の術（主に路上生活）を教えてもらう。次第にアゲハとの生活が楽しくなっていくも、暗殺者としての自分に悩み姿を消すが、信長を追っている時に再会する事になる。秘宝は信長に奪われるもののまたアゲハと一緒にいることになる。
金牡丹・近藤勇
声 - たかはし智秋
第14話のメインキャラクター。新撰組組長。現実世界では、金牡丹の二つ名を持つ全寮制女学園・陽之元女子学園（ひのもとじょしがくえん）の深浅寮（しんせんりょう）の寮長。胸を強調する服を着た艶やかでマイペースな少女。土方からはかっちゃんと呼ばれる。現実世界を制覇しているのは女子高生と思い込み、女子高校生になって生きようと決めるが、始めは戸惑いつつも今ではすっかり馴染んでいる。
黒桔梗・土方歳三
声 - 渡辺明乃
第14話のメインキャラクター。新撰組副組長。現実世界では、黒桔梗の二つ名を持つ深浅寮の寮長。クールでありながら鬼気迫る雰囲気の少女。帯刀する刀は名刀・和泉守兼定で、ツマランとの理由でタオルを雑巾にすることからイモの判子まで一々派手に使う。
白蓮・沖田総司
声 - 神田朱未
第14話のメインキャラクター。新撰組隊士。現実世界では、白蓮の二つ名を持つ深浅寮の寮生で近藤と土方の後輩で二人からはよくイジられている。涼しげな瞳を持ち凛としつつも薄幸そうな美少女で、病弱（というか虚弱体質）でありながら最強と称されるがそれを見たものは誰もいない、が好物の苺大福をカレー鍋に投げ込まれた際には激怒し、この時ばかりは近藤、土方も思わず土下座して謝っていた。人生ゲームなど現実世界のボードゲームの類が大好きで色々と収集している。
殲滅姫・最上義光
声 - 上坂すみれ
第15話のメインキャラクター。現実世界では普通の女子中学生として暮らしている。武器は花火も打ち出せる大筒「キラ星スターマイン」。怖がりでお化けは大嫌い。中学生らしい風貌だが伊達政宗の叔母に当たり、次期当主の座を狙い家督争いで伊達政宗と争っていたが、仲が悪いわけではなく、逃亡を続ける政宗のことは気遣っていた。ちなみに彼女の服装はスクール水着（レオタード?）に手足の防具や背広をつけただけのもので、格好は作中の武将の中でも際どい分類に入る。
剣聖・足利義輝
声 - 佐藤利奈
第5話登場。現実世界に来ている将軍。モース番組の解説役を担っていた。実は卜伝の弟子で、彼女の作戦に貢献した。
第16話ではメインキャラクターとして登場。卜伝の他にもさまざまな剣客に弟子入りしたことがあり、上泉信綱に弟子入りした頃に姉弟子である石舟斎に辛いものを食べさせられる悪戯をされたため、千利休に依頼し3人だけの女子会を開き復讐しようと企む。激辛シュークリームは企みを察した石舟斎に言い包められ自分が食べる羽目になったが、唐辛子ジュースを飲ませることには成功する。ハバネロ入りケーキのロシアンルーレットで決着を付けようとしていた所、秘宝を聞きつけ乱入してきた信長と3人で勝負することとなった。勝負には勝ちそうになったものの石舟斎の騙し合いが楽しかったことを思い出し1人で戦国時代に残るよりは石舟斎と現実世界で生きたいと願い、激辛紅茶を飲み石舟斎と共にリタイアする。
第20話の戦国世界のシーンでは信長主催の宴席に出席していた。
斬神・柳生石舟斎
声 - 木村はるか
第5話登場。現実世界に来ている赤青眼オッドアイの新陰流継承者。高校の剣道の先生をやっていたが、編集された取材のおかげでクビになる。卜伝とは嫌味を言い合う仲だが、モースを倒すために息の合ったコンビプレイを見せた。
第16話ではメインキャラクターとして登場。妹弟子であった義輝のお茶会に呼ばれる。勝負の末、義輝と共に信長に秘宝は奪われる。
春陽愛君・劉備
声 - 堀江由衣
第17話のメインキャラクター。蜀国の乙女皇帝。武器は2刀流の中国刀。現実世界では東京都三鷹市下連雀で、女鷹家政婦派遣事務所で家政婦として働いている。太陽が沈むとピンクの豚になってしまう呪いがかけられており周囲には隠していた。次の派遣先が家政婦クラッシャーと呼ばれた春日タエの家で、悪戦苦闘しつつも家政婦の姿と豚の姿で徐々に打ち解けていく。信長に秘宝を奪われると呪いは解け、タエにも豚が自分であることを知られてしまうが、家政婦兼友達であることは認めてもらえた。モチーフとなった人物が三国志の人物なためか、次回予告では義輝に「これは三国」とツッコまれていた。
四ツ葉・大谷吉継
声 - 白石晴香
第18話のメインキャラクター。現実世界で缶詰工場で働く包帯を巻いた幸薄な少女。引っ込み思案で工場の同僚とはうまくいっておらず、野良の黒猫・クロが唯一の話し相手。四つ葉のクローバーを見つけて幸運を見つけたと思った矢先、工場で大失敗をしてしまい、絵本にあった架空の「エンジェル」の住所ヘブンズヒルに自分の想いをタイプライターで打った手紙にクローバーを添えて送る。届くはずもなかった手紙だったがそのエンジェルから返事が届き、それから不思議な文通が始まった。文通を続けているうちに想いは募り遂に会う約束をしたが、病気のおばあさんを助けた際にお金を落としたため行くことが出来なくなってしまい、その後は手紙も届かなくなってしまった。暫くした後、届いたチケットでエンジェルに会いに行くが既におらず残された手紙で彼女の本心を知る。
復讐ノ牙・明智光秀
声 - 日笠陽子
第19、20話のメインキャラクター。戦国世界で信長を殺しているという。銃を武器に使う。信長の家臣「小悪魔クインテット」のひとりであったが自身に秘宝を宿しておらずそれが嫉妬心となり負の力で秘宝を育てていき、遠征軍の総大将の座を下ろされたのが決定打となり秘宝が覚醒し戦国武将が現在に飛ばされる原因となった何かをしている。森蘭丸と共に現実世界に飛ばされた際、一時記憶喪失になっていたが火事をみた際に記憶を取り戻す。
第19話では名探偵・明智先生として登場。助手の木林少年と共に天下村全裸殺人事件の解決に挑む。
第20話において記憶が戻った後、自身が殺したと思っていた信長と再会、秘宝の献上を求められるが、それを拒否し行方をくらます。
第26話で信長に加勢するが、信長だけを戦国世界に行かせないと、残りの宝珠は自分が手に入れると宣言し逃亡する。
戦騎女王・武田信玄
声 - 新谷良子
第21話のメインキャラクターとして登場。戦騎女王と呼ばれた戦国武将。武田流柔術の使い手で、俊足の風の奥義、軍配を使う林の奥義、炎（火炎放射器）を使った火の奥義、10分程度呼吸を止められる山の奥義を使う。現実世界では衛星軌道上の宇宙ステーション『ナホトカ』内に現れ、ただ一人の人間としてフサード29を相棒にヴィスナー9000の暴走を止めるために行動する。事件解決後、地球に下りてからは手羽先の店を始めたいとフサード29に話しており第26話では手羽先屋の出店を出していた。
乙女・片倉小十郎（第4話） / 華麗・片倉小十郎（第22話）
声 - 今井麻美
第4話登場。伊達政宗の教育係。領土の管理を一任されているが、そのことに無関心な政宗のことを憂いていた。
第22話ではメインキャラクター。警察の戦国武将対策室（通称マルセン）に協力し、指名手配犯である伊達政宗の足取りを日暮刑事と共に追う。日暮曰く冷たい女。しかし、政宗と再会すると（日暮の後押しもあり）信念を曲げ共に逃亡する。
お砂場・尼子経久
声 - 喜多村英梨
第23話のメインキャラクター。大きなウサギのぬいぐるみを持った4歳児。現実世界では幼稚園に入園、幼稚園のお砂場に大きなお城を作るため、清水くんを従えお砂場を支配せんと画策する。策略を用いて各グループを降しその人柄で人心を掌握、お砂場全域を手中に収めて稀代の策士と呼ばれるようになる。経久の築城家としての能力と園児たちの協力によって3日間かけて築城された城はリンゴ城と名付けられるが、信長の乱入により城は瓦解する。
元帥姫・今川義元
声 - 清水愛
第9、10、13話登場。今川家現当主。水の使い手で水を使い倍以上の体格の傀儡を作り出すことが出来る。甘いもの好き。戦国世界で敗北した信長への借りを返すため、影番長連合総長を名乗り早雲を試した。
第19話の天下村全裸殺人事件では、第一容疑者「間桶美」（はざま おけみ）として登場。生前の殺子とは犬猿の仲であった。
第25話ではメインキャラクターとして登場。信長を倒すため秘密基地に潜伏していたが、気晴らしに行った鯉釣りをきっかけに本格的に釣りにのめり込み、遂には沼の主である金色の大鯉を釣り上げようとする。主との釣りによって真理を悟り、信長との決戦に挑むことを決意する。第26話で戦いを挑むも信長と光秀の前に破れ、雪斎と早雲共々宝珠を奪われる。

#### その他戦国世界の人々
三巫女
時空を超えて存在する巫女。「元の世界に戻りたい」という信長の願いに応え、現実世界で秘宝を求めるように助言する。ケモノ耳以外の身体年齢を変えることができ、バックダンサーやスタッフになりすますなど武将の近くで見守っている。
きつね巫女
声 - 長谷川唯（Sweety）
うさぎ巫女
声 - 竹之内彩（Sweety）
ねこ巫女
声 - 高木友梨香（Sweety）
可愛・森蘭丸
声 - 松嵜麗
第1、20話登場。信長の家臣の秘書系乙女。明智光秀と共に現実世界に飛ばされており、記憶消失であった光秀と暮らしていた。
第19話では明智探偵の助手「木林少年」（きばやししょうねん）として登場。しかし実は明智の傍にいた木林は森ランティ教授の変装だった。
斬神・伊藤一刀斎
声 - 小松未可子
第5話登場。現実世界に来ている一刀流開祖の剣豪で、自らが最強だとよく卜伝に勝負を挑んでいた。モースが卜伝を超える武人と思い込み、生放送中に襲撃をかけた。「○○一刀斎」と語尾に自分の名前を入れる特徴的な話し方をする。
お茶道・千利休
声 - 早見沙織
戦国時代ではよく光秀の話し相手になっていた。秘宝は持っていない。
第8話登場。不思議な世界で砂漠の真ん中で茶を立てていた。秀吉と信長に座問答をし、麦人間に戦争を仕掛ける。
第16話では、義輝の復讐に付き合う形で石舟斎との女子会を開くよう依頼される。
第20話では、雨の中、記憶を取り戻し錯乱状態にあった光秀を保護し信長が生きてることを彼女に教える。直後、秘宝献上を拒否し外へ飛び出した光秀を守るべく信長の壁となった。
女教師・太原雪斎
声 - 河合紗希子
第9、10、13、20、25、26話登場。今川家名代。秘密基地に潜伏し義元が立つ時を待っていた。
クノイチ・風魔小太郎
声 - 小清水亜美
第9、10、25話登場。名前は風間小太郎。風魔の頭である今川家に仕える犬尻尾の生えた足柄の忍。巨大十字手裏剣を武器にし、変装もできる。少々お馬鹿なところがある。
響神・ベートーベン
声 - 吉川友
第26話に登場。空から落ちてきた羽衣を羽織った音楽の神童。

#### 現実世界の人々
太田生一（おおた しょういち）
声 - 鳥海浩輔
第1話登場。コンビニでバイトをしている現代の青年。偶然空から降ってきた信長とぶつかり強引に家来にされる。第12話では前田と同じコンビニの店員として登場している。第26話で光秀を追う信長を目撃する。
かつて彼女がいたが、かなり前に別れており回想にも一瞬だけ登場している。別れた理由は不明。
マネージャー
声 - 平川大輔
第2、24話登場。エストワールプロのマネージャー。家康に王者の風格を感じアイドルとして育てる。かつてロザリーのマネージャーも務めていたが、家康の人気にロザリーが衰退していく現状に葛藤していた。
社長
声 - 高岡瓶々
第2話登場。エストワールプロの社長。第11話ではカジノの常客として登場している。
Rosary（ロザリー）
声 - 寺崎裕香
第2話登場。家康の憧れるトップアイドル。アイドルとして日々のレッスンを欠かさず、それによる泣き言も言わない努力家。マネージャーに彼女の陰の努力を見せられて、一度自信をなくした家康が再び奮起するようになったが、皮肉にもその家康の人気で日陰になってしまったことで本人は自暴自棄になってしまう。
第24話では、アイドルから脱皮しブロードウェイデビューを果たした。
組長（片倉だいごろう）
声 - 中村浩太郎
第4話登場。ミドリ組組長。町で部下が因縁をつけた政宗の風貌に興味を抱き、彼女を組織に雇う。政宗自身は家臣である小十郎と同じ苗字であることから親近感のようなものを感じていたが、その本性は惨忍。彼女を騙して麻薬密売をさせ、責任を押し付けた。その自分の手を汚さない非道さが仇となり、彼女の怒りを買うことになる。その後、農業を営んでいるらしい。
若頭
声 - 下山吉光
第4話登場。ミドリ組若頭。麻薬売買が摘発された際、組長の身代りとして政宗とともに投降された。
マイク・モース
声 - 江原正士
第5話登場。TV番組制作会社モース事務所の代表。視聴率至上主義で塚原卜伝について偏見に基づく悪意あるデッチアゲ報道をし、戦国武将の帯刀の権限を抹消しようとした。放送後の人気から足利義輝を槍玉にあげた生放送をするがやらせ番組であることを暴露される。その後はお灸を据えられたことで性格が丸くなり、楽しい番組企画を卜伝に持ちかけるなど真面目に仕事に従事している姿が映っている。第26話では伊藤一刀斎を主演に映画『Return of SAMURAI』を撮影していた。
マイケル・ムーアをカリカチュアライズしたキャラクターであり、声優の江原正士も過去に『ボウリング・フォー・コロンバイン』・『華氏911』等でムーア本人の吹き替えを担当している。
少年
声 - 五十嵐裕美
第6話登場。源内を世話している少年。源内からは助手と呼ばれる。サッカーをやっておりようやく補欠ベンチ入りできたものの、直前に交通事故で足を怪我してしまうが、源内が過去を改変し事故を回避できた。
真理恵（まりえ）
声 - 斉藤貴美子
第7話登場。江ノ島の寂れたカフェ「さいはてカフェ」兼ホテルの女主人。頑固でいつも不機嫌な顔をしている。元夫（声 - 近藤隆幸）には逃げられ、カフェの片隅にあるピアノは触らせようとしない。芭蕉が訪れたことで俳句カフェとして盛り返し、暫く離れていたピアノも弾けるようになる。
亜衣（あい）
声 - 野中藍
第7話登場。元気な真理恵の娘。芭蕉を引き止めホテルに住まわせる。
さとし
声 - 阪口周平
第7話登場。馴染みの常連客のオカマ。ダンサーを目差しているが中々採用されず、オバチャン相手のダンス教室の先生をしている。改装したカフェでメイドをはじめ、またダンスのオーディションにも合格し、テレビの取材をきっかけに母親（声 - 珠希美碧）とも再会できた。
恭一（きょういち）
声 - 菅沼久義
第7話登場。愛称キョウちゃん。馴染みの常連客の画家。暫く絵を描いておらずアルバイトをしている。改装したカフェではウェイターをはじめ、また絵を描き始めている。
紀子
声 - 葉山いくみ
第8話登場。秀吉と同居している小学生の女の子。
紀子の母
声 - 中西悠
第8話登場。紀子の母。
おばば
声 - 八百屋杏
第8話登場。紀子の祖母。村に伝わる伝承を紀子に教えており、それを信長に話したことで騒動となる。
かかし
声 - 森岳志
第8話登場。不思議な世界で畦道に立っていた喋る案山子。秀吉と信長に箱の中の解らない御芝居を見せる。このお芝居は担当脚本家のインタビューでイギリスの詩より引用したと述べているが、どの詩かについては内緒と伏せられた。
米人間
声 - 小林康介、阿座上洋平、下崎紘史
第8話登場。米粒の姿をした不思議な世界の住人達。お米を愛している秀吉に草履を渡し食べられる。
高橋純（たかはし じゅん）
声 - 近藤佳奈子
第9、10話登場。新九郎（早雲）が世話になっている高橋家の長女。普通の女子高生。母親（声 - 住友七絵）の機転で新九郎が学校に通うようになり面倒を見ることになる。学校に興味を失いかけていた新九郎に影番長連合がいると嘘をつく。
松浦先生
声 - 水野理紗
第9話登場。純と新九郎の通う高校の担任女性教師。第12話では不良に絡まれた所をサタデーナイトライダーに助けられた縁で電話番号を交換、デートを申し込むくらい入れ込んでいる。
サラ
声 - 嶋村侑
第11話登場。ランブルグ大使の娘。久秀にカジノを潰してほしいと依頼する。
神原（かんばら）
声 - 幸野善之
第11話登場。カジノ支配人。借金のカタに治外法権であるランブルグ大使館の地下にカジノを作る。人が負ける瞬間を見るのが好き。
有田（ありた）
声 - 中尾良平
第11話登場。神原の部下。カジノの権利をかけて久秀とポーカーの勝負を挑み大勝するが、裏をかかれ大金を盗まれる。姿はくりぃむしちゅーの有田哲平に似ており、もうひとりの部下は上田晋也に似ている。
山中（やまなか）
声 - 関幸司
第11話登場。久秀らを逮捕した警官。実は久秀の協力者。
ドゲット
声 - 山岸治雄
第11話登場。ランブルグ大使でサラの父親。
山口（やまぐち）
声 - 生天目仁美
第12話登場。前田と同僚の真面目なコンビニ店員。ガラの悪い男（声 - 村上裕哉）からサタデーナイトライダーに助けられたことで前向きになる。
二川（ふたがわ）
声 - 佐藤奏美
第12話登場。前田と同僚のおっとりとしたコンビニ店員。
工藤（くどう）
声 - 野間田一勝
第12話登場。不良の高校生。コンビニで柄のパンツを買ったことで現代の傾奇者らしくないと下着姿の前田にシバかれる。
アゲハ
声 - 植田佳奈
第13話登場。地方から出てきたネカフェ難民で路上生活者。信長以上に馴れ馴れしく突拍子もないマイペースで自由な性格。信長が落しそうになったアイスを食べた縁で信長を「のぶっち」と呼ぶ仲になり、拾った福引券で金賞の温泉旅行を当て2人で遊びにいくことになる。善住坊が現実世界に飛ばされて最初に会った人物でもあり、温泉地で再会する。
真緒（まお）
声 - 門脇舞以
第15話登場。最上義光のクラスメイトで、ツインテールの女子中学生。叔母がお化け屋敷を買うほど裕福。
由美（ゆみ）
声 - 沼倉愛美
第15話登場。最上義光のクラスメイトで、ボーイッシュな女子中学生。
村田（むらた）
声 - 池田千草
第15話登場。最上義光のクラスメイトで、不気味なオーラを出しているオカルト研の女子中学生。
春日タエ
声 - 定岡小百合
第17話登場。元女優の初老の女性。家政婦クラッシャーと呼ばれるほどの頑固者。甥（声 - 江口拓也）からは家を売却するように迫られているが、老人ホームに行きたく無いため、料理が出来ないのに出来る振りがしたく部屋と台所は家政婦に入れさせないでいる。人前以外であることと女優の頃ブタと競演したこともあり豚の姿の劉備に優しく接する。
所長
声 - くじら
第17話登場。劉備の家政婦事務所の上司で気のいいおばさん。
エンジェル
声 - 村田知沙
第18話に登場。大谷吉継が出した手紙に返事を書いたペンフレンド。手紙を通じ「偶然のラッキー」を教え吉継を励まし続けた。しかし、吉継の旅費を稼ぐために元々身体が丈夫でないながらも働きづめの末、過労で亡くなってしまう。残された手紙には、最初の手紙が届いた日は本当は死のうと思っていたが、手紙を読み返事を書きたいと思い、吉継を励ましながらも自分も吉継に励まされていたことが綴られていた。
平井警部（ひらいけいぶ）
声 - 長嶝高士
第19話に登場。天下村全裸殺人事件の捜査主任。明智探偵とは知り合いであるらしく捜査に協力を求める。
ヘンリー黒苔
声 - 坂東尚樹
第19話に登場。不如帰家の使用人。いつもハンディカメラを手に撮影している。
森ランティ教授（もりランティきょうじゅ）
声 - 松嵜麗
第19話に登場。村外れに住み変人と呼ばれる自称実践犯罪学教授の白い覆面の男。実は木林少年が変装した姿。
フサード29（フサードニーキュー）
声 - 大川透
第21話に登場。給水ポット型の旧型サポートドロイド。頭頂部に顔の落書きが描かれており、自立走行&ロケット噴射が可能でアームも内蔵。降下艇の操縦も可能。昔の相棒であったミハイルに機能を止められてから必ず起こしに来ると約束をしていたがその約束はかなうことはなかった。その後、ナホトカの危機に際し、ヴィスナー9000の影響を受けないドロイドとして武田信玄のパートナーとなる。ミハイルの夢であった手羽先を広めることを信玄に話しており、解決後、信玄の店を手伝いたいと話す。
長官
声 - 上田燿司
第21話に登場。某国の長官。暴走したヴィスナー9000を止めるためナホトカにいた武田信玄に依頼する。
ヴィスナー9000（ヴィスナーキュウセン）
声 - 本田貴子
第21話に登場。人類に反乱を起こした人工知能。円柱型のガードロイドを操りナホトカを制圧、地上を攻撃可能な3基の軍事人工衛星も支配下にする。中枢部に侵入した武田信玄に交渉を持ちかけるが聞き入れられず破壊され機能停止する。
日暮（ひぐらし）
声 - 遠藤大輔
第4、22話に登場。密売で伊達政宗を検挙した刑事。その後、戦国武将対策室として片倉小十郎と共に脱走犯の伊達政宗の足取りを追う。政宗発見までに到るもその人柄を知り死亡したこととして見逃す。
景子（けいこ）
声 - 小島幸子
第22話に登場。金沢の漁師村で伊達政宗と2人で暮らしていたと証言する女性。正宗が断崖絶壁から落ち死亡したとして葬式を挙げたが、実は村ぐるみで死亡を偽装していた。
室長
声 - 秋元羊介
第22話に登場。戦国武将対策室の室長。
清水くん（しみずくん）
声 - 長谷瞳
第23話に登場。丁寧な口調の幼稚園児。尼子に王佐（おうさ）の才を見出され臣下となる。
松田くん（まつだくん）
声 - 國分優香里
第23話に登場。幼稚園児。お砂場で水道が近く水を大量に供給できる松田くんグループのリーダー。自分の作る泥団子の大きさを誇っていたが、尼子の黒真珠のような泥団子を見せ付けられ掌握される。
塩冶くん（えんやくん）
声 - 伊瀬茉莉也
第23話に登場。幼稚園児。お砂場で最大の勢力を誇り砂と人材が豊富な最大勢力、塩冶くんグループのリーダー。松田くんグループを掌握した尼子グループと一触即発の状態になり、外交交渉のすえ泥団子戦争に突入するも、超兵器ウンディーネレーザー（ホースリール用アクアガン）により敗北、尼子から土木技術を伝えられたことで配下となる。
三沢ちゃん（みさわちゃん）
声 - 釘宮理恵
第23話に登場。幼稚園児。お砂場でおもちゃが豊富でさまざまな遊びを行えた三沢ちゃんグループのリーダー。禁じ手である幼稚園の先生に尼子の行動を告発することで、夏の虜囚と呼ぶ砂場への出入禁止に追い込む。ジャンケンで交互に砂場を使うという政治交渉を持ちかけるが交渉は平行線を辿り、棒倒し（山崩し）で対決するものの、尼子の策略により敗北する。
先生
声 - 飛野かなこ
第23話に登場。幼稚園の先生（保育士）。顔は出ず、花柄のエプロンが特徴。
女子マネージャー
声 - ひなたたまり
第24話登場。有能だが厳しい家康の新たな女性マネージャー。しかし正体はインターポールの潜入捜査員だった。実は映画『Bonjour Joie』出演者。
谷山薫（たにやま かおる）
声 - 代永翼
第24話登場。控え室に隠しカメラを仕掛け盗撮していた家康のファン。しかし家康に怒られたあと途中で女性とぶつかった際に告発を記録したカメラを受け取ることになり、家康とともにカメラを狙う追っ手から逃げることになる。実は映画『Bonjour Joie』出演者。
杉村達也（すぎむら たつや）
声 - 堀内賢雄
第24話登場。家康が出演する銀河ドラマ『草萌ゆる』共演の大御所俳優。しかし裏の顔は、麻薬や武器の裏取引など陰で組織を操っているシンジケートのボスであり、正体を知られた家康を消そうとした。実は映画『Bonjour Joie』出演者。
署長
声 - 上田燿司
第24話登場。警察署長であるが、杉村達也と手を組んでいた。実は映画『Bonjour Joie』出演者。
赤いドレスの女
声 - 新井里美
第24話登場。谷山薫とぶつかった赤いドレスを着た女性。杉村達也を告発するビデオを撮るが組織に消される。しかしビデオは薫の手に渡る。実は映画『Bonjour Joie』出演者。
松子
声 - けいたろう
第25話登場。テレビに出演していたマツコ・デラックス似の芸能人。
ナレーション
声 - 河本邦弘（第9、10話）、井上和彦（第14話）、屋良有作（第23話）

#### パチスロ登場
パチスロで初登場のキャラのみ。
セン姫
声 -
小悪魔・織田信長
声 - 大久保瑠美
毘沙門天・上杉謙信
声 - 前田剛
風林火山・武田信玄
声 - 岩崎征実
猿帝・豊臣秀吉
声 - 豊永利行
狸将軍・徳川家康
声 - 中川慶一
魔王(天魔王)・織田信長
声 - 中川慶一
謀反炎上・明智光秀 / 反逆の悪魔・光秀
声 -
輝龍皇帝・劉備
声 - 前田剛
万策嬢・陸遜
声 - 酒井香奈子
赤杯・ナポレオン
声 - 中川慶一
クィーンにゃんこ・クレオパトラ
声 - 長谷川唯
覇道ノ剣・カエサル
声 - 岩崎征実
薔薇姫・ジョゼフィーヌ
声 - 松嵜麗
宇宙提督・ペリー
声 - 豊永利行
敬礼っ・西郷隆盛
声 - 清水愛
ゴザルニャン
声 - 金田朋子
武将ガチャ
声 - 立木文彦

### スタッフ
- 原作 - 『戦国コレクション』コナミデジタルエンタテインメント
- 監督 - 後藤圭二
- 脚本監修 - 三鷹四十郎
- キャラクターデザイン - 柴田勝紀
- サブキャラクターデザイン - 石井久美
- メインアニメーター - 進藤優
- 美術 - 倉本章、中村千恵子
- 色彩設計 - 伊東さき子
- セットデザイン - Alarcón
- プロップデザイン - 大河広行
- 撮影 - 荻原猛夫
- CGプロデューサー - 神林憲和
- 編集 - 内田恵
- 音響監督 - 山田陽
- 音楽 - 菊谷知樹
- 音楽プロデューサー - 鈴木国泰
- 音楽制作 - ユニバーサル ミュージック合同会社
- プロデューサー - 川嵜穣、佐々木亮
- アニメーションプロデューサー - 常葉みどり
- アニメーション制作 - Brain's･Base
- 制作 - NAS
- 製作 - 「戦国コレクション」製作委員会

### 主題歌
オープニングテーマ
「目をとじてギュッしよ」（第1話 - 第13話）
作詞 - loco2kit / 作曲 - 後藤康二（ck510） / 編曲 - Konnie＝PLASMO'-Aoki＋nonSectRadicals / 歌 - ABCHO
「back into my world」（第14話 - 第26話）
作詞・作曲・編曲 - OSTER project / 歌 - Sweety

エンディングテーマ
「UNLUCKY GIRL!!」（第1話 - 第13話、第26話挿入歌）
作詞・作曲・編曲 - OSTER project / 歌 - Sweety
「ダーリンとマドンナ」（第14話 - 第26話）
作詞・作曲・編曲 - SmileR / 歌 - 吉川友

挿入歌
「Love Scope」（第2話、第13話）
作詞 - 黒須克彦、rino / 作曲・編曲 - 黒須克彦 / 歌 - 泰平女君・徳川家康（花澤香菜）
「Misty Moon」（第2話）
作詞 - mao / 作曲・編曲 - 東タカゴー / 歌 - Rosary（寺崎裕香）
「華一彩 〜はなひといろ〜」（第4話）
作詞・作曲・編曲 - lotta / 歌 - 独眼竜姫・伊達政宗（恒松あゆみ）
「Cry」（第22話）
作詞 - mao / 作曲・編曲 - 戸田章世 / 歌 - 華麗・片倉小十郎（今井麻美）
「ヒミツ」（第24話）
作詞 - yozuca* / 作曲・編曲 - 増谷賢 / 歌 - 泰平女君・徳川家康（花澤香菜）

### 各話リスト
| 話数             | サブタイトル          | 脚本          | 絵コンテ | 演出              | 作画監督                     | 放送日時      |
| ---------------- | --------------------- | ------------- | -------- | ----------------- | ---------------------------- | ------------- |
| COLLECTION-1     | Sweet Little Devil    | 雑破業        | 後藤圭二 | 後藤圭二          | 柴田勝紀                     | 2012年 4月5日 |
| COLLECTION-2     | Peaceful Empress      | 待田堂子      | 後藤圭二 | 日巻裕二          | 石井久美                     | 4月12日       |
| COLLECTION-3     | Pure Angel            | 雑破業        | 後藤圭二 | 藤本次郎          | 奥野浩行 大庭小枝            | 4月19日       |
| COLLECTION-4     | One-eyed Dragon       | 新井輝        | 後藤圭二 | 後藤圭二          | 石川智美                     | 4月26日       |
| COLLECTION-5     | Sword Maiden          | 金澤慎太郎    | 柴田勝紀 | 金子伸吾          | 進藤優                       | 5月3日        |
| COLLECTION-6     | Knowledge Master      | 関根聡子      | 平向智子 | 平向智子          | 小林利充 谷川亮介            | 5月10日       |
| COLLECTION-7     | Refined Bard          | 待田堂子      | 後藤圭二 | 日巻裕二          | 石井久美                     | 5月17日       |
| COLLECTION-8     | Regent Girl           | 金澤慎太郎    | 柴田勝紀 | 金子伸吾          | 柴田勝紀 進藤優              | 5月24日       |
| COLLECTION-9     | Ambitious Princess-I  | 新井輝        | 佐藤雄三 | 有冨興二          | 亀谷響子 近藤奈都子          | 5月31日       |
| COLLECTION-10    | Ambitious Princess-II | 新井輝        | 後藤圭二 | 田村正文          | 田村正文                     | 6月7日        |
| COLLECTION-11    | Brutal Maiden         | 金澤慎太郎    | 寺東克己 | 小柴純弥          | 石川智美 進藤優 石井久美     | 6月14日       |
| COLLECTION-12    | Dancing Blossom       | 新井輝        | 大畑晃一 | 内山まな          | 中村深雪                     | 6月21日       |
| COLLECTION-13    | Silver Hornet         | 雑破業        | 後藤圭二 | 三上喜子 飯田薫久 | 進藤優 松本健太郎            | 6月28日       |
| COLLECTION-14    | Novel Deciders        | 待田堂子      | 菅原静貴 | 菅原静貴          | 石井久美                     | 7月5日        |
| COLLECTION-15    | Annihilate Princess   | 新井輝        | 平田豊   | 平田豊            | 遠藤大輔                     | 7月12日       |
| COLLECTION-16    | Blade Adept           | 金澤慎太郎    | 後藤圭二 | 日巻裕二          | 小丸敏之 鷲田敏弥            | 7月19日       |
| COLLECTION-17    | Sunshine Ruler        | 関根聡子      | 田村正文 | 田村正文          | 田村正文                     | 7月26日       |
| COLLECTION-18    | Four Leaves           | 待田堂子      | 後藤圭二 | 三上喜子          | 中村深雪                     | 8月2日        |
| COLLECTION-19    | Vengeful Fang-IS      | 雑破業        | 金子伸吾 | 金子伸吾          | 石井久美 松本健太郎 谷川亮介 | 8月9日        |
| COLLECTION-20    | Vengeful Fang-OS      | 雑破業        | 後藤圭二 | 飯田薫久          | 柴田勝紀 鷲田敏弥            | 8月16日       |
| COLLECTION-21    | Cavalry Queen         | 新井輝        | 川越淳   | 川越淳            | 進藤優                       | 8月23日       |
| COLLECTION-22    | The Splendor          | 新井輝        | 日巻裕二 | 日巻裕二          | 石川智美                     | 8月30日       |
| COLLECTION-23    | The Dune              | 金澤慎太郎    | 松本淳   | 三上喜子 金子伸吾 | 中村深雪 柴田勝紀            | 9月6日        |
| COLLECTION-24    | Peaceful Empress-EX   | 待田堂子      | 矢野博之 | 菅原静貴          | 石井久美 松本健太郎          | 9月13日       |
| COLLECTION-25    | Marshal Princess      | 新井輝 雑破業 | 田村正文 | 田村正文          | 遠藤大輔                     | 9月20日       |
| FINAL COLLECTION | Sengoku Collection    | 雑破業        | 後藤圭二 | 後藤圭二          | 柴田勝紀 進藤優              | 9月27日       |

### 放送局
| 放送地域       | 放送局             | 放送期間                       | 放送日時           | 放送系列            | 備考                                         |
| -------------- | ------------------ | ------------------------------ | ------------------ | ------------------- | -------------------------------------------- |
| 関東広域圏     | テレビ東京         | 2012年4月5日 - 9月27日         | 木曜 25:45 - 26:15 | テレビ東京系列      | 最新話を1週間ネット無料配信                  |
| 福岡県         | TVQ九州放送        | 2012年4月5日 - 9月27日         | 木曜 25:53 - 26:23 | テレビ東京系列      |                                              |
| 北海道         | テレビ北海道       | 2012年4月6日 - 9月28日         | 金曜 26:00 - 26:30 | テレビ東京系列      |                                              |
| 大阪府         | テレビ大阪         | 2012年4月10日 - 10月2日        | 火曜 25:30 - 26:00 | テレビ東京系列      |                                              |
| 岡山県・香川県 | テレビせとうち     | 2012年4月11日 - 10月3日        | 水曜 25:18 - 25:48 | テレビ東京系列      |                                              |
| 愛知県         | テレビ愛知         | 2012年4月11日 - 10月3日        | 水曜 25:30 - 26:00 | テレビ東京系列      |                                              |
| 日本全域       | AT-X               | 2012年4月12日 - 10月4日        | 木曜 9:30 - 10:00  | CS放送              | リピート放送あり 最終話は21:30 - 22:00に放送 |
| 韓国全域       | ANIPLUS            | 2012年4月12日 - 10月4日        | 木曜 23:30 - 24:00 | CS放送 ネット配信   | リピート放送あり 韓国語字幕あり              |
| 日本全域       | ニコニコ生放送     | 2012年4月24日 - 10月16日       | 火曜 24:30 - 25:00 | ネット配信          |                                              |
| 日本全域       | ニコニコチャンネル | 2012年4月24日 - 10月16日       | 火曜 25:00 更新    | ネット配信          |                                              |
| 日本全域       | アニマックス       | 2012年11月12日 - 2013年5月27日 | 月曜 22:00 - 22:30 | アニメ専門BS/CS放送 | リピート放送あり                             |

### BD / DVD
ユニバーサル ミュージック合同会社が初めてリリースするアニメ作品ソフトとなった。購入特典として、ゲーム『戦国コレクション』で使用可能なシリアルコードが封入されている。
| 巻数 | 発売日         | 収録話          | 規格品番   | 規格品番   | シリアルコード                                                |
| 巻数 | 発売日         | 収録話          | BD         | DVD        | シリアルコード                                                |
| ---- | -------------- | --------------- | ---------- | ---------- | ------------------------------------------------------------- |
| 1    | 2012年6月6日   | 第1話・第2話    | UMXA-10001 | UMBA-10003 | 小悪魔降臨・信長                                              |
| 2    | 2012年6月27日  | 第3話・第4話    | UMXA-10002 | UMBA-10004 | 純愛ノ花嫁・兼続 / 小悪魔&花嫁]信長×兼続（1&2巻連続購入特典） |
| 3    | 2012年7月18日  | 第5話・第6話    | UMXA-10003 | UMBA-10005 | 夏休み・卜伝                                                  |
| 4    | 2012年8月8日   | 第7話・第8話    | UMXA-10004 | UMBA-10006 | 縁日娘・秀吉                                                  |
| 5    | 2012年8月29日  | 第9話・第10話   | UMXA-10005 | UMBA-10007 | 燃える水着・早雲                                              |
| 6    | 2012年9月19日  | 第11話 - 第13話 | UMXA-10006 | UMBA-10008 | 月見桜・慶次                                                  |
| 7    | 2012年10月31日 | 第14話・第15話  | UMXA-10007 | UMBA-10009 | バトンタッチ!・義光                                           |
| 8    | 2012年10月31日 | 第16話・第17話  | UMXA-10008 | UMBA-10010 |                                                               |
| 9    | 2012年12月12日 | 第18話・第19話  | UMXA-10009 | UMBA-10011 | 待ち人来ず・光秀                                              |
| 10   | 2012年12月12日 | 第20話・第21話  | UMXA-10010 | UMBA-10012 | 宇宙サンタ!・信玄                                             |
| 11   | 2013年1月23日  | 第22話・第23話  | UMXA-10011 | UMBA-10013 | TBA                                                           |
| 12   | 2013年1月23日  | 第24話 - 第26話 | UMXA-10012 | UMBA-10014 | TBA                                                           |

### WEBラジオ
『戦コレラジオ「小悪魔王・大久保瑠美の天下布武」』は、2012年3月23日から6月8日まで音泉で配信されていたラジオ番組。毎週金曜日配信。
パーソナリティ
- 大久保瑠美（小悪魔王・織田信長 役）

コーナーアシスタント
- Sweety

ゲスト
- #4（2012年4月13日） - 中原麻衣（純愛天使・直江兼続 役）
- #5（2012年4月20日） - 恒松あゆみ（独眼竜姫・伊達政宗 役）
- #6（2012年4月27日） - 原紗友里（斬神・塚原卜伝 役）
- #7（2012年5月4日） - 工藤晴香（識神・平賀源内 役）
- #8（2012年5月11日） - 西明日香（風流人・松尾芭蕉 役）
- #9（2012年5月18日） - 名塚佳織（太閤娘・豊臣秀吉 役）
- #10（2012年5月25日） - 清水愛（元帥姫・今川義元 役）
- #11（2012年6月1日） - 広橋涼（野心姫・北条早雲 役）

『戦コレラジオ 小悪魔王・大久保瑠美の天下布武第弐幕』は、2012年8月2日から音泉で配信されているラジオ番組。隔週木曜日配信。
パーソナリティ
- 大久保瑠美（小悪魔王・織田信長 役）

コーナーアシスタント
- Sweety

ゲスト
- #6（2012年10月18日） - 佐藤利奈（剣聖・足利義輝 役）[9]
- #8（2012年11月29日） - 日笠陽子（復讐ノ牙・明智光秀 役）[10]
- #9（2012年12月20日） - 今井麻美（華麗・片倉小十郎 役）

### 戦国コレクション劇場
CM枠で放送されるミニコーナー。その週のメインキャラの歴史などを紹介する。本編で登場しない武将も紹介される。

### CD
- TVアニメ 戦国コレクション オリジナルサウンドトラック

2012年6月27日発売。品番UMCA-10006
- 戦国コレクション キャラクターソングコレクション Vol.01

2012年6月6日発売。品番UMCA-50017
「新しい世界」小悪魔王・織田信長（大久保瑠美） / 「Love Scope」泰平女君・徳川家康（花澤香菜）
- 戦国コレクション キャラクターソングコレクション Vol.02

2012年6月27日発売。品番UMCA-50018
「星空リプライズ」純愛天使・直江兼続（中原麻衣）&聖乙女・上杉謙信（能登麻美子） / 「華一彩 〜はなひといろ〜」独眼竜姫・伊達政宗（恒松あゆみ）
- 戦国コレクション キャラクターソングコレクション Vol.03

2012年7月18日発売。品番UMCA-50019
「素敵なベイベー」斬神・塚原ト伝（原紗友里） / 「明日へファイト Oh!」識神・平賀源内（工藤晴香）
- 戦国コレクション キャラクターソングコレクション Vol.04

2012年8月8日発売。品番UMCA-50023
「前向きの句 2012」風流人・松尾芭蕉（西明日香） / 「ごはん日和」太閤娘・豊臣秀吉（名塚佳織）
- 戦国コレクション キャラクターソングコレクション Vol.05

2012年8月29日発売。品番UMCA-50024
「走れ!」野心姫・北条早雲（広橋涼） / 「We will go!!」元帥姫・今川義元（清水愛）
- 戦国コレクション / SENGOKU BEST COLLECTION

2012年10月10日発売。品番UMCA-10009

#### ドラマCD
アニメディア、声優アニメディア、メガミマガジンの3誌合同企画による通販限定オリジナルドラマCD。

## 漫画
『小悪魔王伝 戦コレ!』（こあくまおうでん せんコレ）は、『週刊少年サンデー』2012年19号（2012年4月11日発売）から同年41号（同年9月12日発売）まで連載されたコミカライズ版ギャグ漫画。作画は「月刊コロコロコミック」を中心に活動している小西紀行、原作・監修はコナミデジタルエンタテインメント。

### 登場人物（漫画）
仙石タケマサ（せんごくタケマサ）
戦国コレクションが好きな少年。冷めた性格だが脅しには弱い。織田信長に無理矢理『リアル戦国コレクション』のプレイヤーに選ばれ、織田軍最初の雑兵にされる。第1話でモアイを発見した際に「コロコロコミックに行けよ！！」というメタなツッコミをした事がある。
織田信長
尾張国大名。性格は卑怯で身勝手。胸元には種子島ほか色々隠し持っており、火属性のため気分がいいと身体が燃え上がる。宝珠を集めるためタケマサをプレイヤーに選ぶ。上杉謙信が首になった後釜に脅して教師になっている。
豊臣秀吉
以前は織田信長の家臣だった武将。口が上手く、ズル賢く、嘘吐き。信長から宝珠を奪おうとしたが爆弾をつかまされる。再度の挑戦でも返り討ちにされ信長の配下になる。織田軍の中ではもっぱら盾役。
徳川家康
色々我慢すると言いつつ、我慢ができなきゃ全て金で解決する「我慢できない女」。手っ取り早く金で信長の宝珠を買い取ろうとしたが、雇った味方にはあっさり裏切られる。敗北後はそのまま信長の配下として居つく。織田軍の中ではもっぱら盾役。
モアイ
頭にちょんまげをした喋るモアイ。タケマサの前に織田信長を連れて来るが、信長に撃たれて埋められる。信長のほかにも各地で戦国武将を吐き出している。宝珠を集めた時に願いをかなえるため再び登場する。
タケマサの母
タケマサ以上の戦国コレクションマニアで、信長のコスプレまでするほど。ノリがよく信長のこともあっさり認めた。
今川義元
駿河大名。油断しやすく信長の罠にあっさり引っかかる。
伊達政宗
馬に乗った独眼の武将。真面目なためボケが通じない。倒されたあと馬は信長に奪われる。一時記憶喪失になるが、また信長に敗北し信長の奴隷Dになる。
片倉小十郎
伊達政宗の臣下。主君の仇に来たがあっさり交通事故でリタイアする。再戦でも敗北し信長の奴隷Eになる。
斎藤義龍
ナルシストな男。宝珠を飲み込み窒息でリタイアする。自分を負かした信長を愛すると勝手に決め織田軍に加勢する。
斎藤道三
マムシと呼ばれる義龍の父。鋼の身体を持ち遠距離攻撃用にマムシを撒きつけているが、頭は弱く刀についたマムシの毒をうっかり嘗めてリタイア。
明智光秀
信長を恨みを持っているスナイパー。しかし物忘れが酷く、何を恨んでいたのかさえ忘れてしまっている。信長に屈辱を与えたいため信長の首を武田には渡せないと織田軍に加勢するも、直ぐに離脱し信長を狙撃しようとした。
服部半蔵
口の軽い忍者。変装が得意で信長スーツで騙そうとするものの背が小さいためにあっさり見破られる。武田の方が厄介と見て織田軍に加勢、新型の信長スーツが意外な活躍をする。
上杉謙信
タケマサのクラス、1年1組の担任教師。タケマサの仲介で信長と和解したものの大砲の弾が暴発したためクビになる。退職後に信長がクラスの面倒を見ていたことに感謝して織田軍に加勢する。
由利鎌之介
真田十勇士の1人。鎖鎌の使い手だが、よく電線に引っかかり感電して敗北。
松永久秀
タケマサのクラスメイトの不良。鉄板入り鞄やメリケンサックなど不良っぽいものを武器にする。意外と率直だが、信長に騙されて警察に捕まってからは捻くれる。
武田信玄
信長が倒した武将以外の武将を一人で倒した武将。通常の3倍以上の巨体で、軍配の風圧だけで相手を吹き飛ばすほどのパワーを持つが、自分のサイズをわかっていない。他の武将を寄せ付けぬ強さを誇ったが、タケマサと連携した信長に敗北する。
毛利元就 / 北条氏康 / 長宗我部元親
武田軍の配下。信長の首を取れば自由になるとの約束で他の武将とともに騎馬で織田軍に挑むが、鉄砲と大砲の掃射で返り討ちにされる。
大谷吉継
武田軍の配下。読者の武将コンテストで優秀賞に選ばれたにもかかわらず扱いが悪いのを逆恨みして信長に再度挑むが、あっさり返り討ちにされる。

### 単行本（漫画）
少年サンデーコミックス。
- 第1巻 2012年8月17日発売 ISBN 978-4091238597
  - 第1巻限定版 2012年8月17日発売 ISBN 978-4091238603 - 小西紀行描き下ろし「斎藤道三」のシリアルコード付[注 9]
- 第2巻 2012年11月16日発売

## パチスロ

### 第1弾
2013年1月にKPEから発売された5号機のパチスロ機である。保通協における型式名は「戦国コレクションTU」。
- ボーナスゲーム非搭載のAT機で、1ゲームあたり純増枚数約2.999枚の「夢幻城ラッシュ」をメインに出玉を増やす。
- 「夢幻城ラッシュ」は、継続率方式の1セット40ゲームのATで、スタート時35Gのゲーム数が残り0になると5ゲームの継続バトル「合戦」に入り、バトルに勝利することで継続が確定、8セット継続で次回「超天国モード」が確定する。AT中のレア小役成立時は「直上乗せ」、「裏夢幻城ラッシュ」、「宴モード」が同時抽選される。また、AT中は7揃いの抽選が行われ、シングル揃いでセット数上乗せ、ダブル揃いでセット数上乗せとゲーム数の上乗せが行われる。
- 「裏夢幻城ラッシュ」は、10ゲームまたは20ゲーム継続の7揃いの確変ゾーン。
- 「宴モード」は、3ゲーム以上継続のゲーム数上乗せ特化ゾーンで、リプレイ以外が成立で100・150・200ゲームの上乗せ抽選が行われる。

### 戦国コレクション2
2015年3月より導入。

### 戦国コレクション5[11]
2023年3月より導入。